# Tushita
Tuṣita (sánscrito) o Tusita (pali) es uno de los seis deva-mundos del Kāmadhātu, situados entre el cielo de Yāma y el cielo de Nirmāṇarati . Como los otros cielos, Tushita es una tierra pura donde se facilita mucho el hacer meditación y alcanzar el estado de Budeidad o Bodhi.

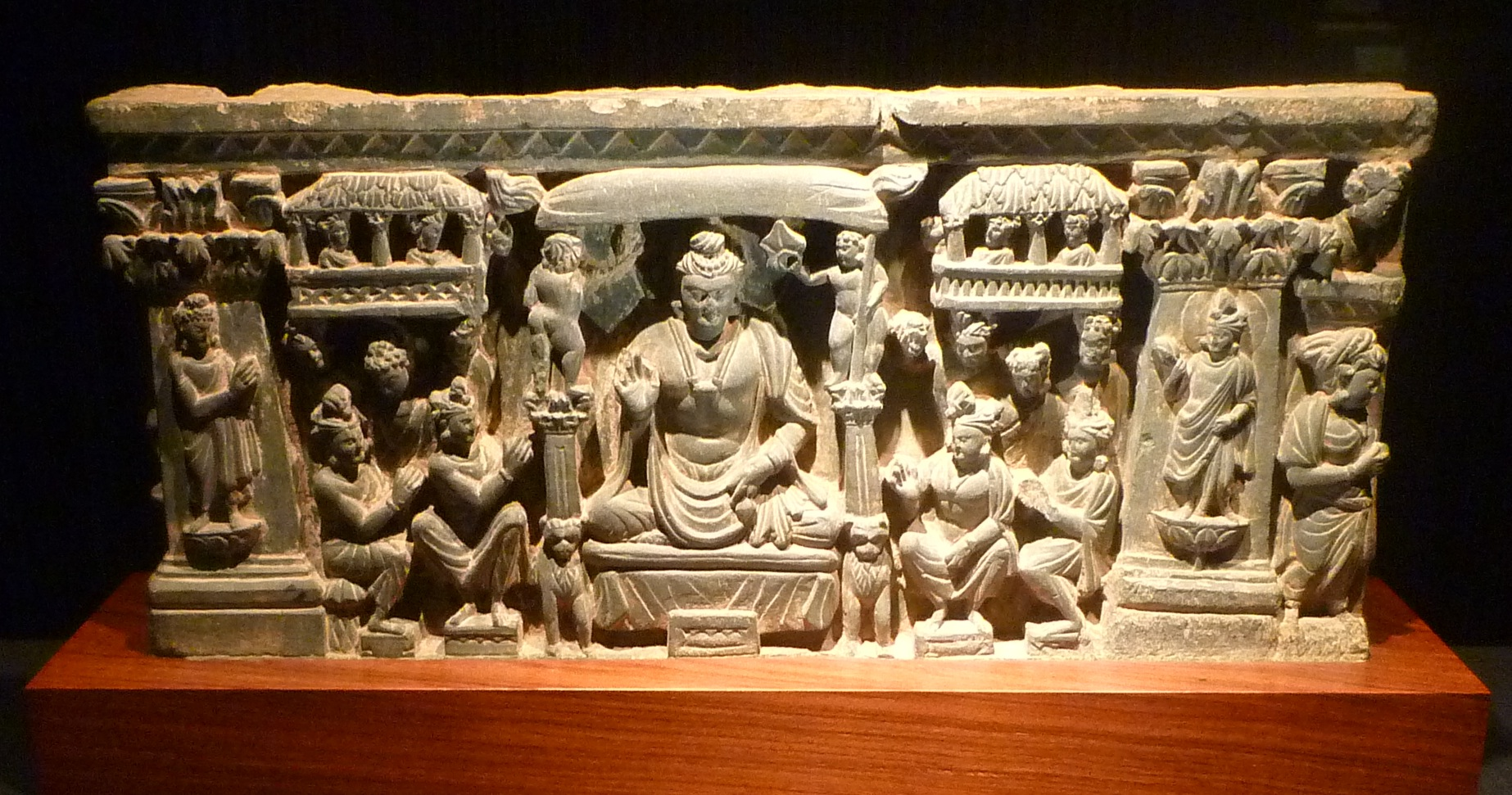
Talla de piedra de la relevación del cielo de Tushita, tallado durante la dinastía de Kushan.Dinastía de Kushan.

Es al mismo tiempo, el cielo o Tierra Pura donde el Bodhisattva Śvetaketu  (Pāli: Setaketu, bandera blanca) residía, antes de renacer en la tierra como Siddhartha Gautama, el Buddha histórico; es también, el cielo o tierra pura en donde actualmente reside el Bodhisattva Nātha (protector), que renacerá en un futuro como un Buddha de nombre Maitreya.
En ese mundo, también habita el Buda Manjushri, Buda de la Sabiduría, el cual enseña el vacío de los objetos samsáricos de la existencia, doctrina conocida como la Vacuidad.

## Descripción
Como todos los reinos del nirvana búdico, la Tierra Pura de Tushita es la residencia de seres o de devas divinos. Según un extracto del Pali Canon, un texto budista de Theravada, el tiempo no funciona igual en ese mundo que aquí en la Tierra:

"Lo que para un hombres es cuatrocientos años, Visakha, significa una noche y día de los devas de Tushita, su mes tiene treinta de esos días, un año tiene doce de esos meses; la vida útil de los devas de Tushita es cuatro mil de esos años divinos"

## Vista Mahayana
En el pensamiento budista Mahayana (Vehículo Grande), en la tierra pura de Tushita habitan todos los Bodhisattvas destinado a alcanzar la completa iluminación en su siguiente renacimiento de vida por una época, es decir, llegarán ser Budas si tienen la fortuna de renacer en esta Tierra. Una referencia al respecto se puede encontrar en el Sutra más grande de la vida inmensurable, un texto Mahayana que cita de la siguiente manera:

Cada uno de estos bodhisattvas, siguiendo las virtudes del Mahasattva Samantabhadra, se dotarán con las prácticas y los votos inmensurables del camino del Bodhisattva, y morarán firmemente en todos los hechos meritorios. Ellos viajan libremente a lo largo de las diez direcciones universales y emplearán medios hábiles para la emancipación del Samsara y de las concepciones erróneas. Ellos incorporarán las enseñanzas del Dharma de los Budas y alcanzarán la otra orilla. Todo esto, y a través de incontables mundos, ellos lograrán la iluminación.

Primero, morando en el cielo de Tushita, él proclama el Dharma verdadero. Saliendo del palacio divino, él desciende en la matriz de su madre.

El cielo de Tushita por lo tanto se asocia a Buda Maitreya y muchos budistas hacen voto para encontrar un renacimiento allí de modo que puedan oír las enseñanzas de los Budas y Bodhisattva nacidos en esta tierra, y en última instancia, renacer junto con ellos para compartir la misma patria, con tal de alcanzar el estado de Buda. Otros Bodhisattvas moran en este reino del cielo de vez en cuando. Tushita forma parte del mismo mundo-sistema que la tierra, así que se considera se encuentra relativamente cercano a nosotros, mientras que la tierra pura de Amitabha Buda (Sukhavathi) es considerada como mundo-sistema completamente separada.